# Joel Mellin
Bengt Joel Tony Mellin, född den 2 december 1985 i Gränna församling i Jönköpings län, är en svensk väderpresentatör på Sveriges Television.
Mellin tog studenten vid Grennaskolan 2004. Han studerade i Lund och Köpenhamn och arbetade tidigare som lärare på Tyrifjord videregående skole vid Tyrifjorden i Norge under 3,5 år.
Mellin har regelbundet presenterat vädret i Rapport, Aktuellt, Gomorron Sverige och Sverige idag. Han driver även ett knäckebrödsbageri i Gränna.